# Вільям Елфорд Ліч
Вільям Елфорд Ліч (англ. William Elford Leach, 2 лютого 1790 — 26 серпня 1836) — англійський зоолог та морський біолог.
Народився в Плімуті в родині адвоката. У віці дванадцяти років вступив до школи в Ексетері (Exeter), де вивчав анатомію та хімію. Вже в ті роки, Ліч збирав проби морських організмів з Плімут-Саунд та вздовж Девонського узбережжя. В сімнадцять років він почав вивчати медицину в Шпиталі Святого Варфоломія (St Bartholomew's Hospital) в Лондоні, та отримав кваліфікацію в Единбурзькому університеті та університеті Св. Андрія
1813 року Ліч повернувся до вивчення зоології і влаштувався на роботу помічником бібліотекаря в Зоологічному відділі Британського музею. Він присвячував свій час впорядкуванню колекцій, багато з яких було занедбано з часів їх передачі до Музею Гансом Слоаном (Hans Sloane). Через деякий час він отримав посаду помічника керівника Відділу природної історії. Впродовж своєї роботи в Музеї Ліч став експертом в ракоподібних та молюсках. Також він працював з комахами, ссавцями та птахами.
Ліч дещо екцентрично підходив до найменування таксонів, так він назвав 27 видів на честь свого друга Джона Кранча (John Cranch), який зібрав їх у Африці, і пізніше помер на пароплаві «Конго». В 1818 році Ліч назвав дев'ять родів на честь Кароліни (можливо, своєї коханої).
1821 року Ліча спіткав нервовий зрив через перевтому, через що він пішов з Музею в березні 1822 року. Його старша сестра забрала його на континент, щоб він одужав, і вони подорожували Францією, Італією та Грецією. Помер Ліч від холери в Палаці Святого Себастьяна неподалік Генуї (Palazzo San Sebastiano).
На честь Ліча названо багато видів тварин з різних типів.
Праці Ліча за часів роботи в Музеї включають:
- Zoological Miscellany (1814—1817)
- Monograph on the British Crabs, Lobsters, Prawns and other Crustacea with pendunculated eyes (1815—1817)
- Systematic catalogue of the Specimens of the Indigenous Mammalia and Birds that are preserved at the British Museum (1816)
- Synopsis of the Mollusca of Great Britain (підготовано 1820, опубліковано лише 1852).